# Lac Manouane (Mont-Valin)
Pour les articles homonymes, voir Manouane.
Le lac Manouane est situé dans le territoire non organisé du Mont-Valin, dans le MRC Le Fjord-du-Saguenay, dans la région administrative du Saguenay–Lac-Saint-Jean, au Québec, au Canada.
La foresterie constitue la principale activité économique de cette vallée ; les activités récréotouristiques, en second ; l'hydro-électricité, en troisième.
Quelques routes forestières desservent la région du lac Manouane, surtout pour les besoins de la foresterie et des activités récréotouristiques.
La surface de la rivière Péribonka est habituellement gelée de la fin novembre au début avril, toutefois la circulation sécuritaire sur la glace se fait généralement de la mi-décembre à la fin mars.

## Géographie
Les principaux bassins versants voisins du lac Manouane sont :
- côté Nord : Petite rivière des Perdrix Blanches, rivière des Montagnes Blanches, lac Manouanis, rivière Manouanis, rivière Falconio, rivière aux Perches, lac Piacouadie ;
- côté Est : lac Opitoune, lac Perdu, lac des Prairies, rivière Écho, rivière Canton, rivière Manouanis, rivière Betsiamites, rivière Praslin, rivière Villéon ;
- côté Sud : rivière Manouane, Petite rivière Manouane, rivière Duhamel, lac Péribonka ;
- côté Ouest : rivière Péribonka, rivière Bonnard, rivière Modeste, Petite rivière des Perdrix Blanches, lac Onistagane[2].

Situé en milieu forestier, à environ 250 km au nord-est du lac Saint-Jean, ce lac couvre 461 km2 en superficie. La forme de ce lac est très complexe, car les rives forment de nombreuses presqu'îles, dans son pourtour de plus de 420 km. Les nombreuses baies sont amples et profondes, notamment : baie des Mauves, du Portage, Bellevue, Nouvelle, Surprenante, aux Renards, des Roches et "du Mica". Le toponyme de cette dernière baie origine de la présence de ce minerai découvert dans le secteur. Ce lac se distingue aussi par ses nombreuses îles.
Plusieurs cours d'eau alimentent le lac Manouane, notamment la rivière des Montagnes Blanches. Le lac Manouane se déverse dans la rivière Manouane, l'un des principaux affluents de la rivière Péribonka, lequel traverse plusieurs lacs : lac Opitouane, Opitounis, Otapoco et du Raccourci. La construction en 1940-1941 de barrages à la décharge du lac Manouane, entrainant le relèvement du niveau de l'eau, a fait accroitre de 25% la superficie du lac. D'autres barrages ont été construits en amont. L'un de ces ouvrages, tout en bois, est le plus long du genre au Québec avec plus de 500 m. Cet aménagement de barrages permettait de créer un réservoir pour contrôler le provisionnement en eaux des centrales hydroélectriques situées en aval, sur la rivière Péribonka.
L’embouchure du lac Manouane est localisée sur la rive Sud-Est, soit à :
- 16,3 km au Sud-Ouest du lac Manouanis ;
- 18,8 km au Sud-Ouest du lac Perdu ;
- 16,1 km au Sud-Est de l’embouchure de la rivière des Montagnes Blanches ;
- 27,6 km au Nord-Est du deuxième émissaire du lac Manouane, soit la rivière Bonnard ;
- 80,5 km au Nord de l’embouchure de la Petite rivière Manouane (confluence avec la rivière Manouane ;
- 98,4 km au Nord du barrage à l’embouchure du lac Péribonka ;
- 238,4 km au Nord de l’embouchure de la rivière Péribonka (confluence avec le lac Saint-Jean)[2],[3].

À partir de l’embouchure du lac Manouane, le courant descend sur 209 km vers le Sud la rivière Manouane, sur 143,3 km vers le Sud le cours de la rivière Péribonka, traverse le lac Saint-Jean vers l’Est sur 29,3 km, puis emprunte sur 155 km le cours de la rivière Saguenay vers l’Est jusqu'à la hauteur de Tadoussac où il conflue avec le fleuve Saint-Laurent.

## Toponymie
Bien que le toponyme « Lac Manouane » a été officiellement retenu en 1945, cette désignation figure sur une carte de 1705 sous la forme Manouan. Au cours de l'histoire, ce toponyme a connu plusieurs graphies apparentées : Manuan, Manowan, Manouan. La désignation est d'origine montagnaise, Manauan Shakaika signifiant "lac où on ramasse des œufs". Ce terme serait dérivé de "manneu", signifiant « enlever à la main », de uau, œuf, et de shakaikan. Les Montagnais pratiquaient une coutume d'aller lever les œufs des oiseaux dans les îles et sur les rivages de ce lac.
Le toponyme « Lac Manouane » a été inscrit officiellement le 5 décembre 1968 à la Banque des noms de lieux de la Commission de toponymie du Québec.